# 중앙보육정보센터
중앙보육정보센터(Central Child Care Information Center ; CCIC)는 영유아 보육에 대한 제반 정보제공 및 상담을 통하여 일반주민에게 보육에 대한 편의를 도모하고 어린이집과의 연계체제를 구축하여 어린이집 운영의 효율성을 제고하기 위하여 설립된 대한민국 보건복지부 산하 한국보육진흥원에서 위탁·운영하는 육아종합지원기관이다. 서울특별시 용산구 청파로 345 주연빌딩 3층 (서계동)에 위치하고 있다.

## 설립 근거
- 영유아보육법[2]
  - 영유아보육법 시행령 (대통령령)[3]

## 연혁
- 1995년 6월 20일 한국영유아보육시설연합회 내 중앙보육정보센터 설치
- 1996년 10월 31일 KDA-NET(보육종합정보망) 구축
- 2004년 4월 20일 중앙보육정보센터 독립사업자 등록. 초대 김영명 센터장 취임
- 2004년 6월 12일 영유아보육법 및 보육관련업무 보건복지부로 이관
- 2004년 12월 31일 영유아보육법상 중앙보육정보센터 설치 근거 마련
- 2005년 3월 1일 중앙보육정보센터 위수탁계약 체결 (보건복지부, (사)한국보육시설연합회)
- 2005년 6월 23일 여성부가 여성가족부로 확대되면서 보육관련업무 이관
- 2005년 12월 16일 제2대 이창미 센터장 취임
- 2007년 3월 20일 제3대 채혜선 센터장 취임
- 2008년 2월 29일 보건복지부가 보건복지가족부로 확대되면서 보육관련업무 이관
- 2008년 3월 1일 중앙보육정보센터 위수탁 재계약 체결 (보건복지가족부, (사)한국보육시설연합회)
- 2010년 1월 1일 중앙보육정보센터 위수탁계약 체결 (보건복지가족부, (재)한국보육진흥원)
- 2010년 3월 30일 제4대 이삼범 센터장 취임
- 2013년 2월 8일 제5대 강인구 센터장 취임

## 주요 업무
- 보육에 관한 정보의 수집 및 제공
- 보육 프로그램 및 교재·교구(敎具)의 제공 또는 대여
- 보육교직원에 대한 상담 및 구인·구직 정보의 제공
- 어린이집 이용자에 대한 안내, 상담 및 교육
- 장애아 보육 등 취약보육(脆弱保育)에 대한 정보의 제공
- 육아 지원에 대한 정보의 제공
- 그 밖에 어린이집 운영 지원 등에 관하여 필요한 사항

## 조직

### 중앙보육정보센터장
- 보육행정지원팀
- 보육기획총괄팀

## 같이 보기
- 육아정책연구소
- 전국시군구보육정보센터협의회
- 한국어린이집총연합회
- 어린이집안전공제회